# Macrolobium parvifolium
Macrolobium parvifolium är en ärtväxtart som först beskrevs av Huber, och fick sitt nu gällande namn av John Macqueen Cowan. Macrolobium parvifolium ingår i släktet Macrolobium och familjen ärtväxter. Inga underarter finns listade i Catalogue of Life.